# Preston Haskell III
Preston Hampton Haskell, III, född 15 oktober 1938 i Birmingham, Alabama, är en amerikansk företagsledare tillika grundare och tidigare styrelseordförande för The Haskell Company. Det bolaget är det största privata byggbolaget i Florida, och en av de största arkitektur- och byggbolagen i USA.

## Biografi
I början av 1960–talet utbildade sig Haskell  till civilingenjör vid Princeton och inom företagsledning vid Harvard, samt inom byggnadsteknik vid Massachusetts Institute of Technology (MIT). När han lämnade MIT bosatte han sig i Jacksonville, Florida, och fick anställning vid S. S. Jacobs Company. Efter att ha uppmuntrats av fastighetsutvecklaren James Winston grundade Haskell sitt eget bolag Preston H. Haskell Company som fick sin första entreprenad genom Winston 1965. Bolaget fick snabbt ett gott rykte i branschen och därigenom fler uppdrag.
Haskells bolag bytte under 1970-talet namn till The Haskell Company. Det utvecklades sedermera till det största privata byggbolaget i Florida, och en av de största arkitektur- och byggbolagen i USA.
Under skolåren träffade Haskell Joan Elizabeth Smith; paret gifte sig sedermera och fick de tre barnen Preston IV, Sally och Rushton.